# Dirca mexicana
Dirca mexicana är en tibastväxtart som beskrevs av Guy L. Nesom och M.H. Mayfield. Dirca mexicana ingår i släktet Dirca och familjen tibastväxter. Inga underarter finns listade i Catalogue of Life.